# Syntrophomonas wolfei subsp. wolfei
Syntrophomonas wolfei subsp. wolfei  è una sottospecie di batterio appartenente alla famiglia delle Syntrophomonadaceae.